# کارینا سیدورک
کارینا سیدورک (اوکراینی: Каріна Сидорак؛ زادهٔ ۱۳ سپتامبر ۲۰۰۶) ژیمناست ریتمیک اهل اوکراین است.